# Піддністряни
Піддністря́ни — село в Україні, у Ходорівській міській об'єднаній територіальній громаді Стрийського району Львівської області. Населення становить 686 осіб.

## Назва
Піддністряни раніше називали — Подністряни, Придністряни. Назви говорять самі за себе — населений пункт розташований на лівому березі р. Дністер, на дорозі з Ходорова до Нового Роздолу.

## Історія
Перша письмова згадка про село датована 1497 роком.
У податковому реєстрі 1515 року в селі документується 3 лани (близько 75 га) оброблюваної землі.

## Інфраструктура
1 вересня 2010 року в селі було відкрито Піддністрянський НВК (дошкільне відділення).
У селі є старовинний парк, заснований шляхтичем К. Язвінським у 1830—1840 роках. Парк-пам'ятка садово-паркового мистецтва. У 1910 році пан Язвінський отруївся, а його маєтки перейшли до княгині Любомирської, котра мешкала у Кракові. З приходом радянської влади — палац був зруйнований. (Див. Парк XIX століття, а також Дуб Вепрь).
Мешканці села гідно бережуть пам'ять про полеглих героїв-земляків. Ще у 1990 році громада села відновила та освятила у центрі села символічну могилу з написом: «Героям, які полягли за Волю України».
У селі діє Народна аматорська хорова капела «Дністряни» Народного дому с. Піддністряни, з багаторічними традиціями та досвідом. Заснована у 1891 році й існує по сьогоднішній день.

## Політика

### Парламентські вибори, 2019
На позачергових парламентських виборах 2019 року у селі функціонувала окрема виборча дільниця № 460329, розташована у приміщенні навчально-виховного комплексу.
Результати
- зареєстрований 541 виборець, явка 54,16%, найбільше голосів віддано за «Слугу народу» — 24,91%, за «Голос» — 22,53%, за Всеукраїнське об'єднання «Батьківщина» — 16,72%.[8] В одномандатному окрузі найбільше голосів отримав Андрій Кіт (самовисування) — 35,49%, за Андрія Гергерта (Всеукраїнське об'єднання «Свобода») — 25,94%, за Олега Канівця (Громадянська позиція) — 11,26%[9].

## Церква Свв. Костянтина і Олени

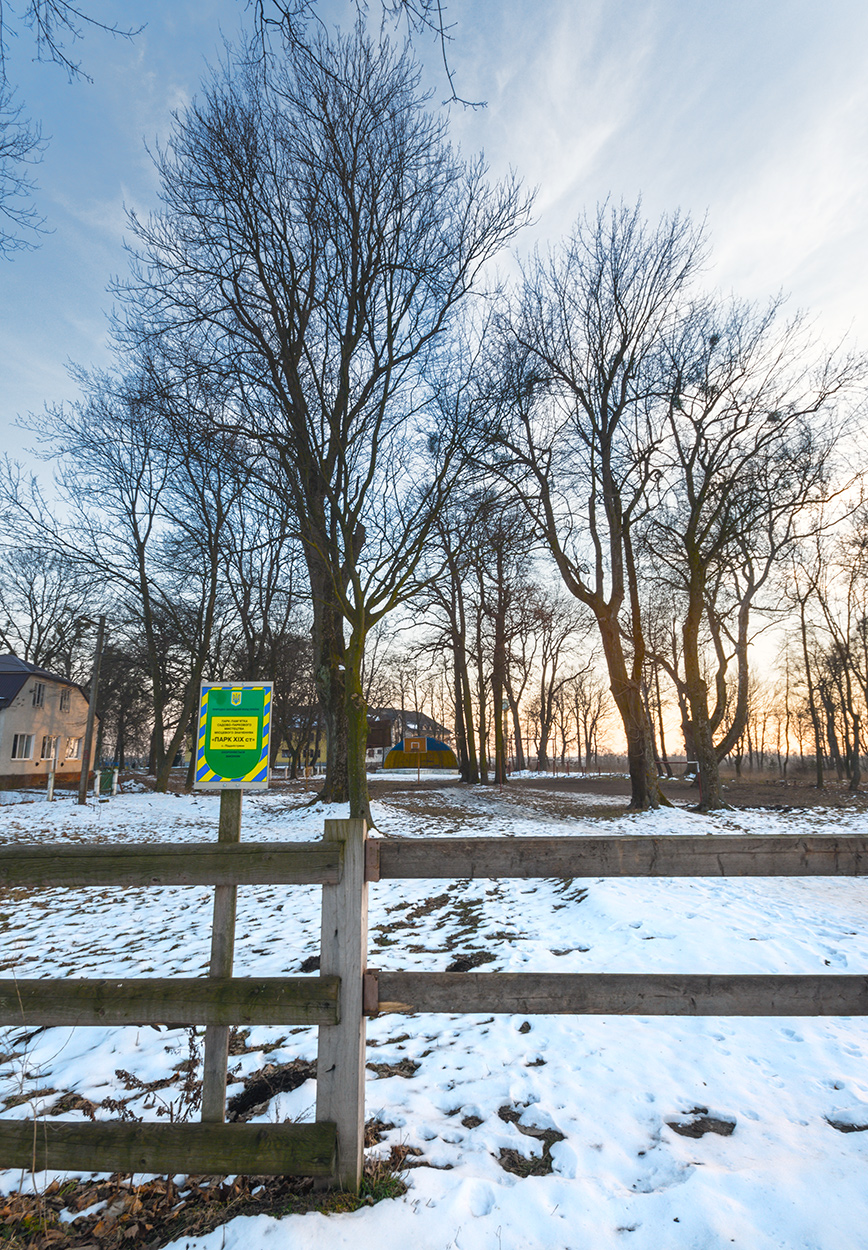
Піддністрянський парк

Перші згадки про існування церкви у селі походять з 1578 року. У 1701 році тут збудували з дозволу пана Йосифа Жевуського новий храм з смерекового дерева, названу в честь святих Костянтина і Олени. Вона стояла на дубових підвалинах, мала три покриті гонтом верхи. У 1891 році, при пароху Іванові Боднару, закінчили будівництво існуючої дерев'яної церкви з дев'ятьма верхами. Будував її майстер, якого привіз пан Язвінський. Пан також оплатив шосту частину коштів на будівництво церкви. Ще він привіз маляра (в селі кажуть, що з Німеччини), який розмалював церкву всередині, адже у 1892 році цісар подарував місцевому церковному комітетові 100 золотих ринських для оздоблення інтер'єру церкви.
Від 1932 року парафію у Піддністрянах обслуговував до 1964 року о. Євген Тарнавський — племінник командувача армії УГА у 1919 році генерала Мирона Тарнавського. До 1939 року патронесою церкви була Тереза, княгиня Любомирська з Кракова. 17 червня 1990 року на сході села парафіяни одноголосно постановили вийти з підпорядкування Московському патріархатові. З того часу провели ремонт церкви, збудували новий парафіяльний будинок і муровану дзвіницю. Церква у користуванні громади ПЦУ.

### Архітектура
Розташована біля центру Піддністрян, недалеко дороги, над яром. Велика, хрещата в плані будівля, у якій прямокутні вівтар та бабинець прилягають до нави відповідно зі сходу та заходу, а вкорочені прямокутні бокові рамена — з півночі та півдня. До вівтаря симетрично прибудовані ризниці. Широке піддашшя на випустах вінців зрубів оточує церкву. При західній стіні бабинця та північній стіні нави його розривають широкі двосхилі дашки над входами. Стіни підопасання переважно з відкритих брусів зрубу, надопасання — кожуховані гонтами. Середхрестя нави на високому четверику завершує світловий восьмерик, вкритий шоломовою банею, яка переходить в ліхтар увінчаний маківкою.
На схилах бані будівничий поставив чотири менші ліхтарі з маківками, а гребені дахів бокових рамен, вівтаря та бабинця підкреслив вищими ліхтарями. Микола Жарких, завідувач відділу Інституту пам'ятникознавства у Києві вважає, що побудова декоративних маківок на зімкненому склепінні була улюбленим прийомом московсько-суздальських архітекторів XVII—XVIII століть, а в Україні його відлуння можна знайти хіба лиш десь у Путивлі (Сумська область). На північ від церкви збереглася дерев'яна каплиця, завершена маківкою з ліхтарем на маленькій бані на восьмерику. Прикрашена декоративними елементами, профільованими дерев'яними стовпами, фарбована контрастними кольорами.

## Пам'ятки
- Братська могила воїнів УПА;
- Місце загибелі воїнів УПА в криївці;

## Уродженці села
- Петро Ількович Бухтяк-«Петро» (1922 — †25 листопада 1950 року, с. Страдч Яворівського району Львівської області) — зв'язковий проводу Львівського краю, загинув[13], нагороджений Срібним Хрестом заслуги УПА Наказом ГВШ УПА ч.1/51 від 25 липня 1951 року.[14]
- Роман Рахманний  (справжнє прізвище: Олійник, псевдо.: «Роман Рахманний», «Роман Хміль», «Romain d'Or», «Ромен Дор»; нар. 26 грудня 1918 — пом. 24 червня 2002, Монреаль, Канада) — український публіцист, літературознавець та радіокоментатор, член УВАН, НТШ, Національної спілки письменників України, Міжнародного ПЕН-клубу, Спілки українських письменників в екзилі, Спілки українських журналістів у Канаді.
- о. Роман (Рафаїл) Хомин (5 січня 1907 — 15 жовтня 1944) — монах-студит, іконописець, тюремний капелан для політичних в'язнів у Равічу, Віснічу та Вронках (Польща). Капелан Старшинської школи УПА «Олені» (літо — осінь 1944). Загинув у бою в ур. Глибоке біля с. Липа Долинського р-ну Івано-Франківської обл., разом з усім штабом потрапивши у вороже оточення.
- о. Петро Хомин (12 липня 1891 — 22 жовтня 1988, Торонто, Канада) — український релігійний діяч, греко-католицький священик, педагог і журналіст.

## Світлини

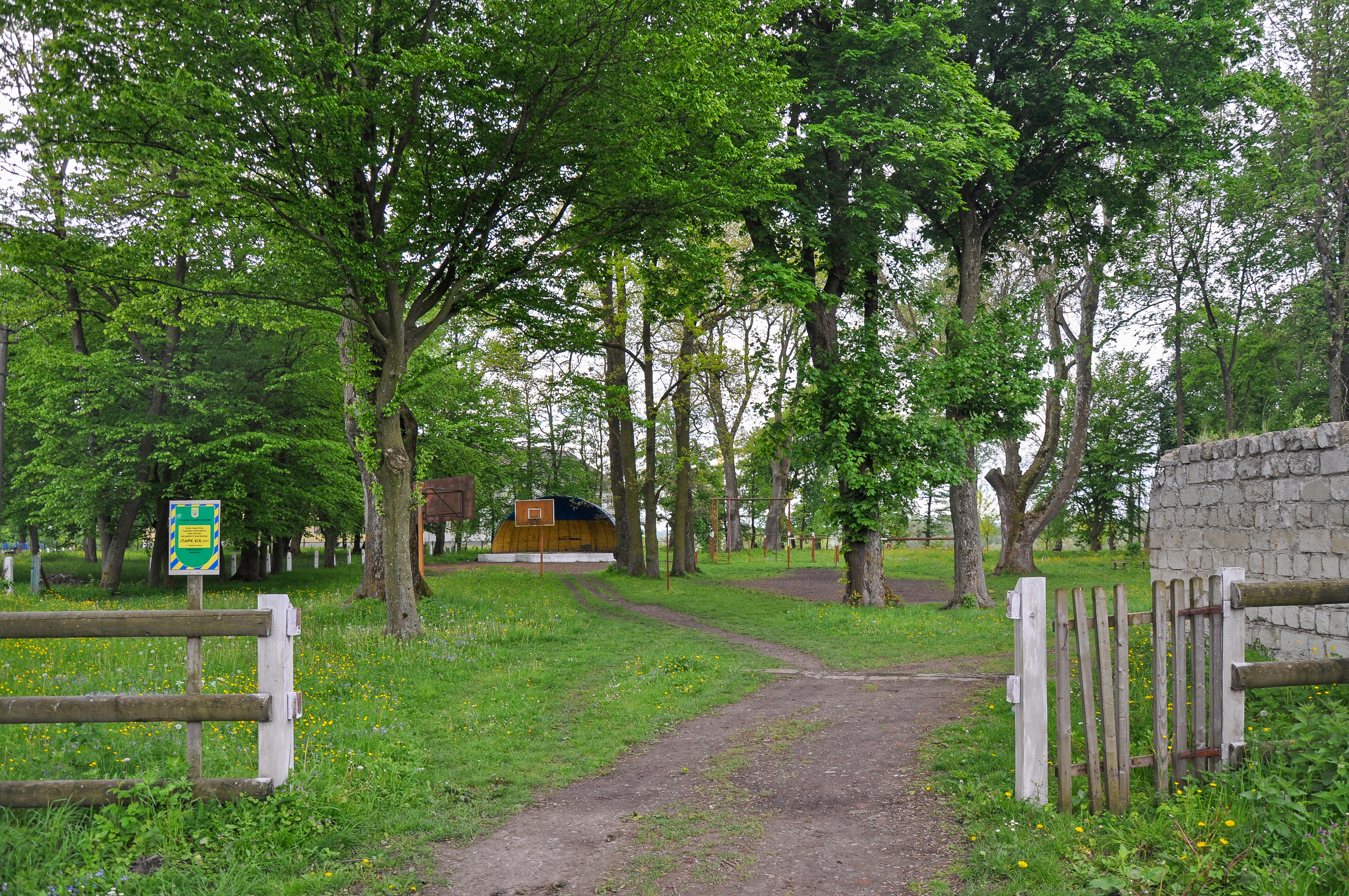
Парк ХІХ століття
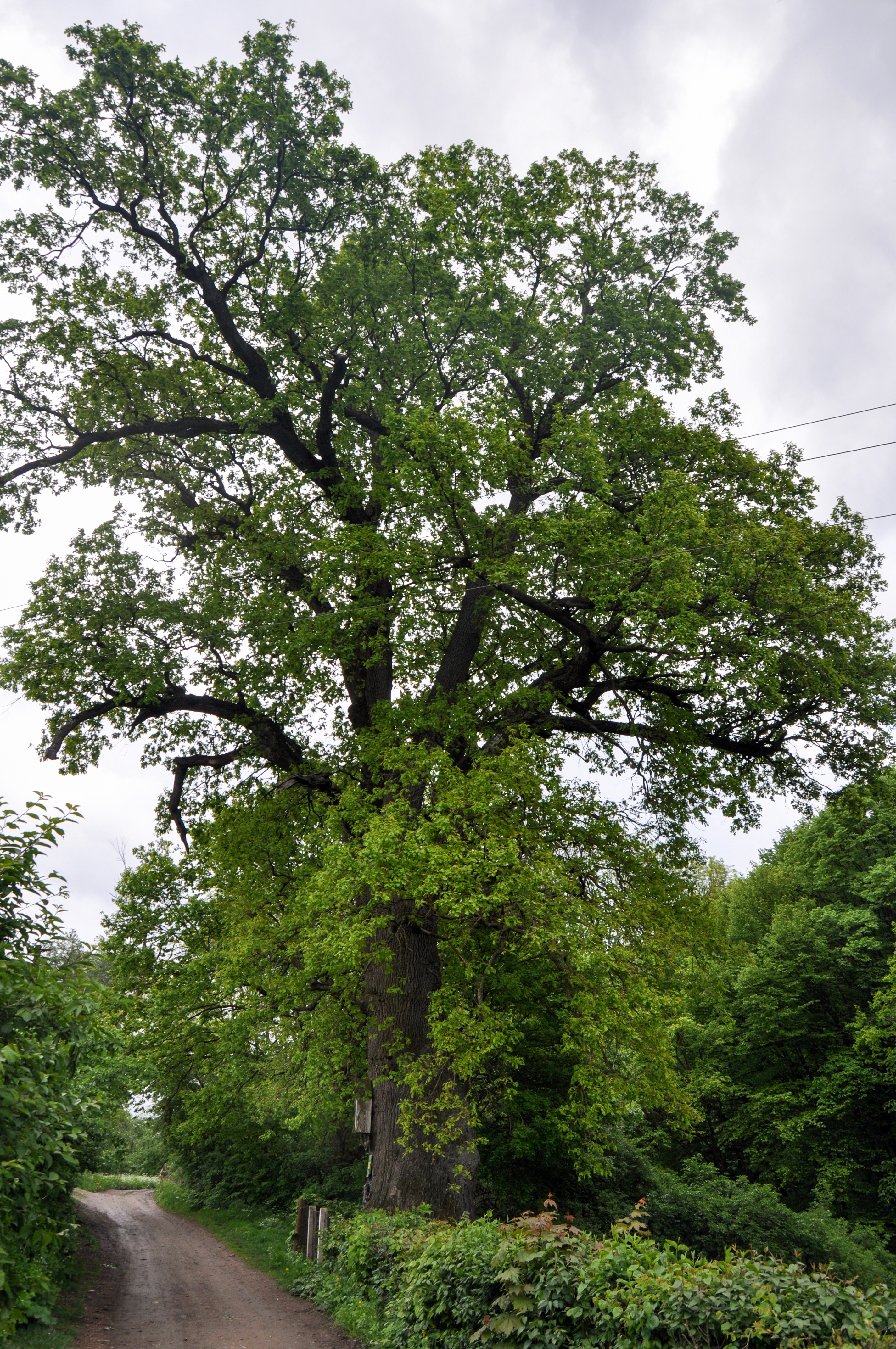
Ботанічна пам'ятка природи «Дуб Вепрь»